# Setta dei rivoluzionari
La Setta dei Rivoluzionari (in lingua greca Σέχτα Επαναστατών) è un'organizzazione terroristica greca di ispirazione marxista.
Il gruppo è assurto all'attenzione della cronaca dopo aver compiuto diversi attentati. Secondo alcuni esperti la "setta" potrebbe essere una emanazione o addirittura una sigla di riserva di Epanastatikos Agonas (EA, Lotta Rivoluzionaria), altro gruppo estremista.
L'organizzazione è sospettata dell'omicidio di un agente nel 2009 e dell'omicidio del giornalista Sokratis Giolas, compiuto nel 2010.